# 九龍巴士893線
九龍巴士893線是香港九巴馬場線，只於沙田馬場賽事結束後單向開往康盛花園。

## 歷史
- 2000年2月26日：投入服務。
- 2004年9月5日：改經寶邑路及昭信路，不經靈康路。
- 2020年2月7日：因2019冠狀病毒病疫情暫停服務，2021年9月5日恢復。[1]
- 2021年9月12日：增停將軍澳隧道巴士轉乘站。[2]

## 服務時間
尾場開跑約20分鐘開出。

## 收費
全程：$46.8
| - 本線設有12歲以下小童及65歲或以上長者半價優惠。 - 本線不設長者及殘疾人士每程$2.0的票價優惠；12至64歲殘疾人士如使用「殘疾人士身份」個人八達通，以及60至64歲香港居民使用「樂悠咭」繳付車資，會以全費計算。 - 乘客可以現金或八達通於上車時付款，不設找續。 - 每位成人乘客可免費攜帶最多兩名4歲以下而不佔座位的兒童乘客乘車，超額之4歲以下小童必須繳付小童車費乘車。 - 持有「九巴月票」之乘客在車票有效期內，每日可享最多10程任何九龍巴士及龍運巴士路線（包括本路線，以及聯營路線的九龍巴士／龍運巴士提供的班次；惟乘搭機場「A」及「NA」線則可享原價二七折優惠（不會計算每天10次合資格車程））；而B1線則每日可享最多各2程（不會計算每天10次合資格車程）。 - 九龍巴士、城巴、龍運巴士及陽光巴士全職員工及家屬（不包括外判職員）可免費乘搭本路線，惟必須拍職員或職員家屬八達通。 - 乘客亦可透過多元化電子支付系統（e度嘟）繳付車資，包括使用非接觸式VISA卡、JCB卡、萬事達卡、銀聯卡、美國運通、大來國際、Discover Card、Apple Pay、Google Pay、Samsung Pay、AlipayHK「易乘碼」、支付寶、WeChatHK／微信支付「搭車碼」、銀聯雲閃付「乘車碼」及BOC Pay「乘車碼」。乘客使用此付款方式，使用此支付方式的乘客可享有中途下車之分段收費，以及與其他九巴／龍運獨營路線或聯營線九巴／龍運班次之轉乘優惠，惟不適用於與非九巴／龍運路線之轉乘優惠，亦不能享有「公共交通費用補貼計劃」。 |

## 行車路線
經：沙田馬場通道、大埔公路－沙田段、沙田路、沙田圍路、沙瀝公路、大老山隧道、觀塘繞道、將軍澳道、將軍澳隧道、將軍澳隧道公路、迴旋處、寶順路、唐明街、寶康路、寶邑路、昭信路、寶寧路、常寧路、重華路、培成路、常寧路、寶寧路、寶琳北路、佳景路、欣景路、寶豐路、寶琳北路及林盛路。

### 沿線車站
| 沙田馬場開                     | 沙田馬場開             | 沙田馬場開       |
| 序號                           | 車站名稱               | 位置             |
| ------------------------------ | ---------------------- | ---------------- |
| 1                              | 沙田馬場巴士總站       | 沙田馬場巴士總站 |
| 沙田路；沙瀝公路               |                        |                  |
| 2                              | 大老山隧道             | 大老山公路       |
| 大老山隧道、觀塘繞道；將軍澳道 |                        |                  |
| 3                              | 將軍澳隧道轉車站（P3） | 將軍澳隧道       |
| 將軍澳隧道                     |                        |                  |
| 4                              | 唐明苑                 | 唐明街           |
| 5                              | 尚德邨尚智樓           | 唐明街           |
| 6                              | 煜明苑                 | 昭信路           |
| 7                              | 明德邨                 | 寶寧路           |
| 8                              | 重華路                 | 重華路           |
| 9                              | 培成路                 | 培成路           |
| 10                             | 厚德邨                 | 寶寧路           |
| 11                             | 景林邨                 | 寶琳北路         |
| 12                             | 欣景路                 | 欣景路           |
| 13                             | 英明苑                 | 寶琳北路         |
| 14                             | 寶林邨寶仁樓           | 寶琳北路         |
| 15                             | 翠林邨                 | 寶琳北路         |
| 16                             | 康盛花園巴士總站       | 康盛花園巴士總站 |